# Stigmaphyllon yungasense
Stigmaphyllon yungasense är en tvåhjärtbladig växtart som beskrevs av C. Anderson. Stigmaphyllon yungasense ingår i släktet Stigmaphyllon och familjen Malpighiaceae. Inga underarter finns listade i Catalogue of Life.